# 平邊契據
平邊契據（也譯作單邊契據）是普通法適用地區的一種法律文件，其僅對一個人或幾個人共同行事以表達積極意圖具有約束力。 嚴格來說，平邊契據並非合約（contract），因為它只約束一方，並且表達的是意圖（intention）而不是承諾（promise）。

## 用於改名
平邊契據最常見的用途是作為「改名契」變更人的姓名。在英國、愛爾蘭、香港、新加坡等普通法適用地區，平邊契據普遍用於此目的。在英國，平邊契據亦被用於來更改兒童的名字，只要所有對該兒童負有管養責任的人都同意，且兒童本人不反對改名即可。「改名契」由兒童的父母代表兒童執行。在部分其他普通法司法管轄區，一個人可能只需要直接開始使用新名字即算改名，而無需任何正式的法律程序。通常的要求是改名者必須唯獨使用新名字，且改名不得為出於欺詐的意圖。根據英國法律，改名者必須通知他的每個債權人他已通過「改名契」更改姓名。
在2000年11月1日之前，澳洲的改名程序是通過平邊契據完成的，現在則是通過遞交改名表格以登記。
雖然加拿大也屬於普通法適用地區，但加拿大的改名程序為向所在省份相關部門提出申請（例如前往安大略省服務處遞交改名表格），不使用平邊契據。

## 其他用途
平邊契據的另一個常見用途是土地分劃。這種形式的平邊契據在香港很常見。
平邊契據也可用於英格蘭及威爾斯的聖公會（英格蘭教會）神職人員放棄他們的聖職。
擔保契據（bond）、授權書（power of attorney）和遺囑（will）也是平邊契據的例子，因為它們都是由授予人（grantor）單方面訂立的。

## 外部連結
- 通過平邊契據更改您的姓名 （页面存档备份，存于）- 英國政府的改名指引
- 在英國司法部網站登記契據及其他文件 （页面存档备份，存于）